# Polycarena minima
Polycarena minima là một loài thực vật có hoa trong họ Huyền sâm. Loài này được (Hiern) Levyns miêu tả khoa học đầu tiên năm 1939.